# Erich Hermès
Erich Hermès (* 18. Januar 1881 in Ludwigshafen; † 21. Juni 1971 in Genf; 1902 in Genf eingebürgert) war ein Schweizer Dekorationsmaler, Maler, Bildhauer, Grafiker und Plakatkünstler.

## Leben und Werk
Erich Hermès absolvierte von 1896 bis 1899 eine Dekorationsmalerlehre an den Kunstschulen von Lausanne und Genf. Anschliessend studierte er bis 1904 Bildhauerei und Malerei an der École des Beaux-Arts in Genf. Seine Lehrer waren u. a.  Léon Gaud (1844–1908) und Éduard Ravel (1847–1920) und Hugues Bovy (1841–1903). Erich Hermès erhielt bereits während des Studiums wiederholt Auszeichnungen und Stipendien. Diese ermöglichten es ihm, zwischen 1903 und 1907, ausgedehnte Studienreisen nach Paris, München und Italien zu unternehmen.
Wieder in der Schweiz bezog er seinen Wohnsitz in Genf und führte dort öffentliche Aufträge für Wandmalereien, Glasmalereien, Mosaiken, Fresken, Skulpturen und Reliefs aus. Die Aufträge bekam er von den Genfer Architekten wie Henry Baudin, Maurice Braillard, Marc Saugey, Louis Vincent und Jean-Jacques Honneger. Hermès war Mitglied der Genfer Sektion der GSMBA und stellte seine Werke in zahlreichen Einzel- und Gruppenausstellungen aus. Zudem engagierte er sich in zahlreichen Kunstverbänden und suchte den Kontakt mit Avantgardekünstlern seiner Zeit. 
Erich Hermès schuf 1912 umfangreiche Dekorationsmalereien für das Théâtre de la Comédie in Genf. Ab 1913 wandte sich Hermès vermehrt den grafischen Künsten zu und gestaltete ein erstes Ausstellungsplakat für die Ausstellung «L’Espagne».  1927 nahm er am Salon des Indépendants in Paris teil. In den 1930er-Jahren entwarf er zahlreiche Tourismus- und Produktplakate. 1942 erhielt Erich Hermès den Preis für das «Schweizer Plakat des Jahres». Religiöse Themen sowie das Thema des Arbeiters begleiteten sein späteres Schaffen.
Erich Hermès heiratete 1910/1911. Von 1914 bis 1918 lebte die Familie in Vérossaz. Sein Sohn war der spätere Architekt Luc Hermès (1913–1998). In dessen Atelierstudio lebte er von 1953 bis 1969. Auch führte er praktisch alle künstlerischen Eingriffe an den vom Sohn entworfenen Bauten durch, etwa dekorative Innen- und Aussengemälde, Skulpturen an den Giebeln und Säulen sowie Hoch- und Flachreliefs an den Fassaden.